# GP Denain 1979
De 21e editie van de wielerwedstrijd GP Denain werd gehouden op 31 maart 1979. De start en finish vonden plaats in Denain in het Franse Noorderdepartement. Op het podium stonden de Nederlanders Frits Pirard en Johan Alberts naast de Franse winnaar Jean-Philippe Pipart.

## Uitslag
| GP Denain 1979 |                      |                       |      |
| Plaats         | Naam                 | Ploeg                 | tijd |
| Winnaar        | Jean-Philippe Pipart | La Redoute-Motobécane |      |
| 2              | Frits Pirard         | Miko-Mercier-Vivagel  |      |
| 3              | Johan Alberts        |                       |      |

1959 · 1960 · 1961 · 1962 · 1963 · 1964 · 1965 · 1966 · 1967 · 1968 · 1969 · 1970 · 1971 · 1972 · 1973 · 1974 · 1975 · 1976 · 1977 · 1978 · 1979 · 1980 · 1981 · 1982 · 1983 · 1984 · 1985 · 1986 · 1987 · 1988 · 1989 · 1990 · 1991 · 1992 · 1993 · 1994 · 1995 · 1996 · 1997 · 1998 · 1999 · 2000 · 2001 · 2002 · 2003 · 2004 · 2005 · 2006 · 2007 · 2008 · 2009 · 2010 · 2011 · 2012 · 2013 · 2014 · 2015 · 2016 · 2017 · 2018 · 2019 · 2020 · 2021 · 2022 · 2023 · 2024 · 2025